# Mosquée palatiale à Bakou
La Mosquée palatiale à Bakou (en azerbaïdjanais: Saray məscidi) - est une mosquée du XVe siècle, qui est incluse dans le complexe du palais des Chirvanchahs à Bakou.

## Architecture
Le plan de la mosquée est rectangulaire. Il y a une petite salle, une petite salle de prière pour les femmes et des salles de service. Le portail nord, tourné vers une voûte funéraire de Chirvanchahs, est plus solennel que celui de l'est. Ce dernier, qui descendait vers une sortie souterraine, était destiné aux habitants du palais.
La salle de prière vitrée à deux niveaux est recouverte d'une coupole à voiles sphériques. Mihrab est situé à l'extrémité sud du palais. Coupole au-dessus d'une salle de prière pour femmes à un étage cédant à la coupole de la salle avec ses dimensions et en remplaçant ses contours. L’ouverture du portail de la mosquée est clairement décrite sur fond sévère de volume prismatique, terminé par deux coupoles aux calottes légèrement affûtées.